# Вімблдонський турнір 1999
Вімблдонський турнір 1999 проходив з 21 червня по 4 липня 1999 року на кортах Всеанглійського клубу лаун-тенісу і крокету в передмісті Лондона Вімблдоні. Це був 113-й Вімблдонський чемпіонат, а також третій турнір Великого шолома з початку року. Турнір входив до програм ATP та WTA турів.

## Події
Піт Сампрас виграв Вімблдон утретє поспіль, а загалом це його шоста перемога на вімблдонській траві й 12-й титул Великого шолома. 
Минулорічна чемпіонка в одиночному розряді Яна Новотна програла в чвертьфіналі Лінзі Девенпорт, яка й перемогла в турнірі. Для неї це була перша перемога на кортах Вімблодону й другий титул Великого шолома. 
Індійська пара Магеш Бгупаті / Леандер Паес повторила свій паризький успіх, здобувши перемогу в парному турнірі. 
Лінзі Девенпорт перемогла також у жіночому парному розряді, граючи зі співвітчизницею Коріною Мораріу. Для Лінзі це був перший парний успіх на Вімблдоні, але загалом третій парний титул Великого шолома. Коріна перемогла вперше. 
Леандер Паес виграв також у міксті, разом із Лізою Реймонд. Для Паеса це перший титул Великого шолома в міксті, для  Реймонд — другий.

## Результати фінальних матчів

### Дорослі
| Одиночний розряд. Джентльмени   |                                  |                                |
| Піт Сампрас                     | Андре Агассі                     | 6–3, 6–4, 7–5                  |
|                                 |                                  |                                |
| Одиночний розряд. Леді          |                                  |                                |
| Ліндсі Девенпорт                | Штеффі Граф                      | 6–4, 7–5                       |
|                                 |                                  |                                |
| Парний розряд. Джентльмени      |                                  |                                |
| Магеш Бгупаті Леандер Паес      | Паул Гаргейс Джаред Палмер       | 6–7(10–12), 6–3, 6–4, 7–6(7–4) |
|                                 |                                  |                                |
| Парний розряд. Леді             |                                  |                                |
| Ліндсі Девенпорт Коріна Мораріу | Маріан де Свардт Олена Татаркова | 6–4, 6–4                       |
|                                 |                                  |                                |
| Мікст                           |                                  |                                |
| Ліза Реймонд Леандер Паес       | Анна Курникова Йонас Бйоркман    | 6–4, 3–6, 6–3                  |
|                                 |                                  |                                |

### Юніори
| Одиночний розряд. Хлопці          |                                    |               |
| Юрген Мельцер                     | Крістіан Плесс                     | 7–6(9–7), 6–3 |
|                                   |                                    |               |
| Одиночний розряд. Дівчата         |                                    |               |
| Ірода Туляганова                  | Ліна Красноруцька                  | 7–6(7–3), 6–4 |
|                                   |                                    |               |
| Парний розряд. Хлопці             |                                    |               |
| Гільєрмо Кор'я Давид Налбандян    | Тодор Енев Яркко Ніємінен          | 7–5, 6–4      |
|                                   |                                    |               |
| Парний розряд. Дівчата            |                                    |               |
| Дая Беданова Марія Емілія Салерні | Тетяна Перебийніс Ірода Туляганова | 6–1, 2–6, 6–2 |
|                                   |                                    |               |